# Copa Ouro Los Angeles de Futebol de 1987
A Copa Ouro Los Angeles de Futebol (inglês: Los Angeles Golden Cup), foi um torneio internacional amistoso disputado em Los Angeles, na Califórnia, Estados Unidos.[carece de fontes?] O Club de Regatas Vasco da Gama se sagrou campeão após uma vitória por 2 a 1 sobre o Club Atlético Rosario Central, então campeão da Argentina (temporada 1986-87).
O jornal italiano La Stampa noticiou a participação da Associazione Sportiva Roma na competição, afirmando que a Copa Ouro homenageava o 60º aniversário da Federação Mexicana de Futebol. O Jornal do Brasil noticiou que o jogador Vivinho, do Vasco da Gama, foi o artilheiro da competição, e que recebeu o prêmio da artilharia entregue pelo Secretário-Geral da Associação Norte-Americana de Futebol (United States Soccer Federation), Kurt Lamn. Porém, ainda não há evidências conclusivas sobre se o torneio fora organizado oficialmente ou se apenas teve os auspícios das Associações Mexicana, Norte-Americana e/ou CONCACAF. 
O jornal mexicano El Siglo de Torreón publicou na época que o objetivo dos organizadores era fazer uma competição bianual, e que, em sua segunda edição, teria 12 clubes campeões da Europa, América do Sul e do México. Ou seja, a ideia dos organizadores era fazer uma competição periódica com diversas equipes campeãs nacionais e/ou continentais, europeias e americanas; portanto, no mesmo estilo das antigas Copa Rio Internacional e International Soccer League. Chegou-se a publicar que a edição de 1988 teria o Vasco da Gama e as equipes campeãs da Itália, Espanha, Portugal, México, Argentina e Escócia, ou equipes do Brasil, Argentina, México, Itália, França e Inglaterra, e seria jogada em duas sedes: Chicago e Los Angeles. Porém, a edição de 1987 foi a única realizada, não havendo continuidade.  
Segundo o Jornal do Brasil, os participantes originalmente pensados eram o Bordeaux (França), Colônia (Alemanha Ocidental), Roma (Itália), América e Chivas Guadalajara (México), e Vasco da Gama (Brasil). Segundo o El Siglo de Torreón em 05 de março de 1987, a lista original de participantes seria Liverpool (Inglaterra), Boca Juniors (Argentina), Roma (Itália), América e Chivas Guadalajara (México) e outra equipe. Posteriormente anunciou-se Ajax (Holanda) e Independiente (Argentina) no lugar de Bordeaux e Colônia. No entanto, o torneio de 1987 acabou contando, além de Vasco e Rosario Central, com as participações de Dundee United (vice-campeão da então última Copa da UEFA e 3º colocado no campeonato escocês de 1986-87), Roma (campeã da Copa Itália de 1985-86 e vice-campeã italiana de 1985-86), Chivas Guadalajara (campeão mexicano de 1987) e América do México (que se sagraria campeão da Concachampions de 1987 e bicampeão mexicano de 1987-88/1988-89). Todos os jogos da competição foram disputados no Estádio Nacional Coliseu de Los Angeles (National Coliseum), no estado da Califórnia, palco da cerimônia de abertura dos XXIII Jogos Olímpicos de Verão realizados três anos antes, a edição Los Angeles 1984.

## A Copa TAP
Após a primeira partida no torneio, o elenco cruzmaltino viajou até a cidade de Newark, estado de New Jersey, costa leste dos EUA, para, no dia 14 de junho, enfrentar o Sport Lisboa e Benfica, campeão português da temporada 1986-87, em jogo único, pela Copa TAP (sigla de Transportes Aéreos Portugueses, a empresa promotora da competição), vencendo o Benfica por 3 a 0, gols de Vivinho, Mauricinho e Tita. Após a conquista da Copa TAP, o Vasco da Gama retornou à Califórnia para dar prosseguimento à Copa Ouro. 

## Equipes participantes
| América            | Se sagraria campeão da Concachampions de 1987 e bicampeão Mexicano de 1987-88/1988-89.  |
| Chivas Guadalajara | Campeão Mexicano de 1987.                                                               |
| Dundee United      | Vice-campeão da Copa da UEFA de 1986-87 e 3º colocado no Campeonato Escocês de 1986-87. |
| Roma               | Campeã da Copa Itália de 1985-86 e vice-campeã Italiana de 1985-86.                     |
| Rosário Central    | Campeão Argentino de 1986-87.                                                           |
| Vasco da Gama      | Campeão da Taça Guanabara e do Campeonato Carioca de 1987.                              |

## Clubes que quase participaram
| Ajax          | Campeão da Recopa Europeia de 1986-87 e bicampeão da Copa da Holanda de 1985-86/1986-87. |
| Boca Juniors  | Vice-campeão Argentino de 1988-89.                                                       |
| Bordeaux      | Campeão Francês de 1986-87 e bicampeão da Copa da França de 1985-86/1986-87.             |
| Colônia       | Vice-campeão da Copa UEFA de 1985-86.                                                    |
| Independiente | 3º colocado no Campeonato Argentino de 1986-87 e campeão Argentino de 1988-89.           |
| Liverpool     | Campeão Inglês de 1985-86 e campeão da Copa da Inglaterra de 1985-86.                    |

## 1ª fase

### Grupo A
| Pos. | Time          | Pts | J | V | E | D | GP | GC | SG |
| ---- | ------------- | --- | - | - | - | - | -- | -- | -- |
| 1    | Vasco da Gama | 4   | 2 | 1 | 1 | 0 | 5  | 0  | +5 |
| 2    | Roma          | 4   | 2 | 1 | 1 | 0 | 2  | 1  | +1 |
| 3    | América       | 0   | 2 | 0 | 0 | 2 | 1  | 7  | –6 |

| 11 de junho de 1987 | Vasco da Gama                                      | 5 – 0     | América | Estádio Coliseu - Los Angeles                                                      |
|                     | Dunga 2' · Geovani 44' · Tita 72', 74' · Dunga 90' | Relatório |         | Público: 37,000 pagantes Renda: US$ 500.000,00 Árbitro: Vincent Mauro - FIFA, USSF |

| 14 de junho de 1987 | Roma                                      | 2 – 1 | América            | Estádio Coliseu - Los Angeles       |
|                     | Zbigniew Boniek 42' · Zbigniew Boniek 44' |       | Adrián Camacho 35' | Árbitro: Felix Fuksman - FIFA, USSF |

| 17 de junho de 1987 | Vasco da Gama | 0 – 0 | Roma | Estádio Coliseu - Los Angeles    |
|                     |               |       |      | Árbitro: José Castro Uchoa - FMF |

### Grupo B
| Pos. | Time               | Pts | J | V | E | D | GP | GC | SG |
| ---- | ------------------ | --- | - | - | - | - | -- | -- | -- |
| 1    | Rosário Central    | 6   | 2 | 2 | 0 | 0 | 4  | 1  | +3 |
| 2    | Chivas Guadalajara | 3   | 2 | 1 | 0 | 1 | 2  | 1  | +1 |
| 3    | Dundee United      | 0   | 2 | 0 | 0 | 2 | 1  | 5  | –4 |

| 11 de junho de 1987 | Rosário Central | 1 – 0 | Chivas Guadalajara | Estádio Coliseu - Los Angeles                                              |
|                     | Omar Palma 83'  |       |                    | Público: 37,000 pagantes Renda: US$ 500.000,00 Árbitro: Moreno Ulloa - FCF |

| 14 de junho de 1987 | Chivas Guadalajara                | 2 – 0     | Dundee United | Estádio Coliseu - Los Angeles        |
|                     | Paul Moreno 31' · Sergio Lugo 77' | Relatório |               | Árbitro: Juan Cardellino - FIFA, AUF |

| 17 de junho de 1987 | Rosário Central                                           | 3 – 1     | Dundee United     | Estádio Coliseu - Los Angeles          |
|                     | Pedro Argota 16' · Omar Palma 81' · Norberto Candella 85' | Relatório | Iain Ferguson 22' | Árbitro: Gordon Arrowsmith - FIFA, ACF |

## Fase final
|  | Semifinais          | Semifinais          |   |                     | Final               | Final |  |
|  |                     |                     |   |                     |                     |       |  |
|  | 20 de Junho de 1987 |                     |   |                     |                     |       |  |
|  | Vasco da Gama       | 1 (4)               |   |                     |                     |       |  |
|  | Chivas Guadalajara  | 1 (3)               |   |                     |                     |       |  |
|  |                     |                     |   |                     |                     |       |  |
|  |                     |                     |   |                     | 21 de Junho de 1987 |       |  |
|  |                     |                     |   |                     | Vasco da Gama       | 2     |  |
|  |                     | Rosário Central     | 1 |                     |                     |       |  |
|  |                     |                     |   |                     |                     |       |  |
|  |                     |                     |   |                     |                     |       |  |
|  |                     |                     |   |                     | Terceiro lugar      |       |  |
|  | 20 de Junho de 1987 | 20 de Junho de 1987 |   | 21 de Junho de 1987 | 21 de Junho de 1987 |       |  |
|  | Rosário Central     | 1 (5)               |   | Chivas Guadalajara  | 4                   |       |  |
|  | Roma                | 1 (4)               |   |                     | Roma                | 2     |  |

## Semifinais
| 20 de Junho de 1987 | Vasco da Gama                                                          | 1 – 1           | Chivas Guadalajara                                                                                     | Estádio Coliseu - Los Angeles       |
|                     | Fernando 89' · Roberto Dinamite · Tita · Josenílton · Vivinho · Donato | 4 – 3 Relatório | Raúl Cervin 35' · José de la Torre · José Gutiérrez · Néstor de la Torre · Paul Moreno · Omar Arellano | Árbitro: Vincent Mauro - FIFA, USSF |

| GL             |  | Acácio           |  |                 |
| LD             |  | Paulo Roberto    |  |                 |
| ZG             |  | Morôni           |  | Substituído     |
| ZG             |  | Donato           |  |                 |
| LE             |  | Pedrinho         |  |                 |
| VOL            |  | Henrique         |  | Substituído     |
| MC             |  | Geovani          |  | Substituído     |
| MC             |  | Tita             |  |                 |
| ATA            |  | Mauricinho       |  |                 |
| ATA            |  | Vivinho          |  |                 |
| ATA            |  | Roberto Dinamite |  |                 |
| Substituições: |  |                  |  |                 |
| ZG             |  | Fernando         |  | Entrou em campo |
| VOL            |  | Josenílton       |  | Entrou em campo |
| MC             |  | Luís Carlos      |  | Entrou em campo |
| Técnico:       |  |                  |  |                 |
| Joel Santana   |  |                  |  |                 |

| 20 de Junho de 1987 | Rosário Central | 1 – 1           | Roma | Estádio Coliseu - Los Angeles        |
|                     | Edgardo Bauza 32' · Omar Palma · Edgardo Bauza · Osvaldo Escudero · Hugo Galloni · Cuffaro Russo · Claudio Scalise | 5 – 4 Relatório | Bruno Conti 53' · Zbigniew Boniek · Dirceu · Stefano Desideri · Di Carlo · Ubaldo Righetti · Bruno Conti | Árbitro: Juan Cardellino - FIFA, AUF |

| GL              |  | Alejandro Lanari   |
| LD              |  | José Di Leo        |
| ZG              |  | Jorge Balbis       |
| ZG              |  | Edgardo Bauza      |
| LE              |  | Julio Pedernera    |
| MC              |  | Omar Palma         |
| MC              |  | Marcelo Toscanelli |
| MC              |  | Hugo Galloni       |
| MC              |  | Pedro Argota       |
| ATA             |  | Fernando Lanzidei  |
| ATA             |  | Juan José Urruti   |
| Substituições:  |  |                    |
| ATA             |  | Osvaldo Escudero   |
| ATA             |  | Norberto Candella  |
| ATA             |  | Claudio Scalise    |
| LD              |  | Cuffaro Russo      |
| GL              |  | Sergio Protti      |
| Técnico:        |  |                    |
| Ángel Tulio Zof |  |                    |

| GL             |  | Attilio Gregori    |
| LD             |  | Emilio Oddi        |
| ZG             |  | Paolo Mastrantonio |
| ZG             |  | Ubaldo Righetti    |
| LE             |  | Salvadori          |
| MC             |  | Manuel Gerolin     |
| MC             |  | Stefano Desideri   |
| MC             |  | Dirceu             |
| ATA            |  | Zbigniew Boniek    |
| ATA            |  | Roberto Pruzzo     |
| ATA            |  | Bruno Conti        |
| Substituições: |  |                    |
| ATA            |  | Tovarelli          |
| ATA            |  | Massimo Agostini   |
| Técnico:       |  |                    |
| Angelo Sormani |  |                    |

| GL              |  | Alejandro Lanari   |
| LD              |  | José Di Leo        |
| ZG              |  | Jorge Balbis       |
| ZG              |  | Edgardo Bauza      |
| LE              |  | Julio Pedernera    |
| MC              |  | Omar Palma         |
| MC              |  | Marcelo Toscanelli |
| MC              |  | Hugo Galloni       |
| MC              |  | Pedro Argota       |
| ATA             |  | Fernando Lanzidei  |
| ATA             |  | Juan José Urruti   |
| Substituições:  |  |                    |
| ATA             |  | Osvaldo Escudero   |
| ATA             |  | Norberto Candella  |
| ATA             |  | Claudio Scalise    |
| LD              |  | Cuffaro Russo      |
| GL              |  | Sergio Protti      |
| Técnico:        |  |                    |
| Ángel Tulio Zof |  |                    |

| GL             |  | Attilio Gregori    |
| LD             |  | Emilio Oddi        |
| ZG             |  | Paolo Mastrantonio |
| ZG             |  | Ubaldo Righetti    |
| LE             |  | Salvadori          |
| MC             |  | Manuel Gerolin     |
| MC             |  | Stefano Desideri   |
| MC             |  | Dirceu             |
| ATA            |  | Zbigniew Boniek    |
| ATA            |  | Roberto Pruzzo     |
| ATA            |  | Bruno Conti        |
| Substituições: |  |                    |
| ATA            |  | Tovarelli          |
| ATA            |  | Massimo Agostini   |
| Técnico:       |  |                    |
| Angelo Sormani |  |                    |

| 21 de Junho de 1987 | Chivas Guadalajara                                                   | 4 – 2 | Roma                        | Estádio Coliseu - Los Angeles                        |
|                     | Luis Manuel Díaz Concepción Rodríguez Paul Moreno Alejandro Guerrero |       | Carlo Ancelotti Bruno Conti | Público: 45,000 pagantes Árbitro: Moreno Ulloa - FCF |

| 21 de Junho de 1987 | Vasco da Gama             | 2 – 1     | Rosário Central      | Estádio Coliseu - Los Angeles                             |
|                     | Vivinho 15' · Geovani 65' | Relatório | Osvaldo Escudero 64' | Público: 45,000 pagantes Árbitro: José Castro Uchoa - FMF |

| Vasco | Rosário |

| GL           |  | Acácio           |  |
| LD           |  | Paulo Roberto    |  |
| ZG           |  | Morôni           |  |
| ZG           |  | Donato           |  |
| LE           |  | Pedrinho         |  |
| VOL          |  | Henrique         |  |
| MC           |  | Geovani          |  |
| MC           |  | Tita             |  |
| ATA          |  | Luís Carlos      |  |
| ATA          |  | Vivinho          |  |
| ATA          |  | Roberto Dinamite |  |
| Técnico:     |  |                  |  |
| Joel Santana |  |                  |  |

| GL              |  | Sergio Protti      |
| LD              |  | José Di Leo        |
| ZG              |  | Jorge Balbis       |
| ZG              |  | Edgardo Bauza      |
| LE              |  | Julio Pedernera    |
| MC              |  | Omar Palma         |
| MC              |  | Marcelo Toscanelli |
| MC              |  | Hugo Galloni       |
| MC              |  | Pedro Argota       |
| ATA             |  | Fernando Lanzidei  |
| ATA             |  | Claudio Scalise    |
| Substituições:  |  |                    |
| ATA             |  | Osvaldo Escudero   |
| ATA             |  | Norberto Candella  |
| ZG              |  | Marcelo Trivisonno |
| Técnico:        |  |                    |
| Ángel Tulio Zof |  |                    |

| GL           |  | Acácio           |  |
| LD           |  | Paulo Roberto    |  |
| ZG           |  | Morôni           |  |
| ZG           |  | Donato           |  |
| LE           |  | Pedrinho         |  |
| VOL          |  | Henrique         |  |
| MC           |  | Geovani          |  |
| MC           |  | Tita             |  |
| ATA          |  | Luís Carlos      |  |
| ATA          |  | Vivinho          |  |
| ATA          |  | Roberto Dinamite |  |
| Técnico:     |  |                  |  |
| Joel Santana |  |                  |  |

| GL              |  | Sergio Protti      |
| LD              |  | José Di Leo        |
| ZG              |  | Jorge Balbis       |
| ZG              |  | Edgardo Bauza      |
| LE              |  | Julio Pedernera    |
| MC              |  | Omar Palma         |
| MC              |  | Marcelo Toscanelli |
| MC              |  | Hugo Galloni       |
| MC              |  | Pedro Argota       |
| ATA             |  | Fernando Lanzidei  |
| ATA             |  | Claudio Scalise    |
| Substituições:  |  |                    |
| ATA             |  | Osvaldo Escudero   |
| ATA             |  | Norberto Candella  |
| ZG              |  | Marcelo Trivisonno |
| Técnico:        |  |                    |
| Ángel Tulio Zof |  |                    |

| Copa Ouro de Los Angeles           |
| Brasil                             |
| ---------------------------------- |
| VASCO DA GAMA Campeão (1.º título) |

| Acácio |

| Defensores    | Defensores | Defensores |
| Jogador       | Pos.       |            |
| ------------- | ---------- | ---------- |
| Donato        | Z          |            |
| Morôni        | Z          |            |
| Fernando      | Z          |            |
| Paulo Roberto | LD         |            |
| Pedrinho      | LE         |            |

| Meio-campistas | Meio-campistas | Meio-campistas |
| Jogador        | Pos.           |                |
| -------------- | -------------- | -------------- |
| Dunga          | V              |                |
| Henrique       | V              |                |
| Josenílton     | V              |                |
| Tita           | M              |                |
| Geovani        | M              |                |
| Luís Carlos    | M              |                |

| Roberto Dinamite |
| Romário          |
| Vivinho          |
| Mauricinho       |

| Comissão técnica | Comissão técnica |
| Nome             | Pos.             |
| ---------------- | ---------------- |
| Joel Santana     | T                |